# Peter Gadiot
Peter Gadiot, né le 2 janvier 1985 dans le Sussex de l'Ouest, est un acteur britannique. Il a aussi réalisé le court métrage 12-17. Entre 2016 et 2021, il joue le rôle de James Valdez dans Reine du Sud. En 2023, il incarne dans la série Netflix One Piece l'Empereur pirate Shanks Le Roux.

## Biographie
Il est d’origine hollandaise par son père et mexicaine par sa mère.

## Filmographie

### Cinéma
- 2010 : Night Wolf  (13 Hrs) : Stephen Moore
- 2013 : The Forbidden Girl : Toby McClift
- 2013 : Prada: Candy : Gene

### Télévision
- 2010 : My Spy Family : Troy Falconi (1 épisode)
- 2013 : Hot Mess : Jonathan
- 2013 : Once Upon a Time in Wonderland : Cyrus
- 2013 : Fresh Meat : Javier
- 2014 : Matador - 10 épisodes : Caesar
- 2015 : Toutânkhamon : Le Pharaon maudit : Ka
- 2016-2022 : Reine du Sud : James Valdez
- 2017 : Supergirl : Mr Mxyzptlk (épisodes 12 & 13 de la saison 2)
- 2021 : Yellowjackets : Adam
- 2023 : One Piece : Shanks
- 2023-2024 : Code Quantum : Tom Westfall (rôle principal depuis la saison 2)